# Abborrfors
Abborrfors (finsk: Ahvenkoski) er et sted ved den vestligste gren af Kymmene älv, 16 kilometer øst for byen Loviisa i Finland. I årene 1743-1809 var Abborrfors grænsested mellem Sverige og Rusland, og det ene af to russiske angrebretninger i Finske krig 1808-1809 gik gennem Abborrfors.
60°29′39″N 26°27′00″Ø / 60.4942°N 26.45°Ø